# Блосфельд, Георгий Иоакимович
 Георгий Иоакимович Блосфельд  (нем. Georg Ioacim Blosfeld; 1798—1884) — доктор медицины, ординарный профессор Казанского университета.

## Биография
Родился 27 октября (7 ноября) 1798 года в Якобштадте в купеческой семье российского подданного. Окончив в 1815 году Митавскую гимназию и прослушав в 1816—1818 годах курс медицинских наук в Берлинском университете, подготовил диссертации об античной медицине: «Meletamata quaedam in historiam antiquissimae medicinae sistens» (Petrop., 1820) и 13 июня 1820 года был удостоен Санкт-Петербургской медико-хирургической академией степени доктора медицины. Получив возможность занятия медицинской практикой, он с 1820 года служил врачом в Ливенберзене, с 1822 — в Доблене, с 1826 — в Вюрцау, с 1829 года — в Риге. С мая 1830 исполнял должность ординатора Рижского военного госпиталя; в сентябре 1832 года оставил государственную службу.
Согласно новому университетскому уставу 1835 года на медицинском факультете университетов открывались кафедры судебной медицины и медицинской полиции. В 1838 году Блосфельд участвовал в конкурсе на эту кафедру в Казанском университете, конкурируя с прозектором Харьковского университета Леоновым. К 1838 году у него было четыре научных публикации в немецких журналах, но все они не имели отношения к судебной медицине и его частная врачебная практика не давала ему опыта судебно-медицинской деятельности. Тем не менее, 27 мая 1839 года он был избран экстраординарным профессором судебной медицины, медицинской полиции, истории медицины, гигиены и токсикологии, 22 июля был в этом звании утверждён, а 10 октября прибыл в Казань. 
В 1846 году он представлялся к повышению в ординарные профессора, но 30 марта был забаллотирован. На вторых выборах 6 июня оказался избранным, но выборы были «кассированы» попечителем округа. И только 22 декабря 1847 года был избран, а 27 марта 1848 года утверждён ординарным профессором. С 17 марта 1849 года был временно причислен ординарным профессором к юридическому факультету, не имевшему в тот период штатных профессоров. Был произведён 22 июля 1849 года в статские советники. В этом же году получил потомственное дворянство: по определением Казанского дворянского депутатского собрания от 11 июня 1849 года его род был внесён в 3-ю часть дворянской родословной книги Казанской губернии (утверждено указом Герольдии от 08.11.1849).
В июне-августе 1850 года и в ноябре—декабре 1855 года временно исполнял должность декана юридического факультета. В 1853/1854 учебном году временно преподавал по вакантной кафедре акушерства.
По поручению правительства несколько раз ездил за границу с научной целью. По выслуге 25 лет 23 октября 1864 года был забаллотирован к оставлению на службе и 2 февраля 1865 года уволен со званием заслуженного профессора. Последние годы своей жизни провел в Дрездене, а затем в Теплице (Богемия), где и скончался 8 (20) января 1884 года «от старости». Похоронен был в Дрездене.

## Семья
Был женат первым браком на Аделаиде Августовне, вторым — на Александрине Деллен, третьим — на Лауре (?). Имел детей:
- Фридрих-Август-Александр Георгиевич (06.10.1830—?)
- Вильгельм-Николай Георгиевич (10.09.1832—?)
- Каролина-Эмилия Георгиевна (27.01.1835—?)
- Людвиг-Август Георгиевич (12.07.1838—?)
- Амалия-Вильгельмина-Софья Георгиевна (25.04.1841—?)
- Георг-Роберт Георгиевич (03.07.1843—?), женат на Эмме-Каролине Шмит
- Виктория-Софья-Наталья Георгиевна (02.05.1845—?)